# Liste des gouverneurs de la province de l'Ituri
 (janvier 2025).
La province de la Ituri en république démocratique du Congo est dirigée par un gouverneur démocratiquement élu.
Cet article dresse la liste des gouverneurs élus de l’Ituri.

## Liste des gouverneurs
| Portrait            | Nom                           | Période                         | Parti       |
| ------------------- | ----------------------------- | ------------------------------- | ----------- |
| Jean Bamanisa       | Jean Bamanisa saidi           | 10 avril 2019 -                 | Indépendant |
| Abdallah Pene Mbaka | Jefferson Abdallah Pene Mbaka | 26 mars 2016 - 28 décembre 2018 | MLC         |